# Tortrix acrothecta
Tortrix acrothecta är en fjärilsart som beskrevs av Turner 1926. Tortrix acrothecta ingår i släktet Tortrix och familjen vecklare. Inga underarter finns listade i Catalogue of Life.